# Urucuia
Urucuia är en kommun i Brasilien.   Den ligger i delstaten Minas Gerais, i den sydöstra delen av landet, 250 km öster om huvudstaden Brasília. Antalet invånare är 13 605.
Omgivningarna runt Urucuia är huvudsakligen savann. Runt Urucuia är det mycket glesbefolkat, med 5 invånare per kvadratkilometer.